# Редфилд (Ајова)
Редфилд (енгл. Redfield) град је у америчкој савезној држави Ајова. По попису становништва из 2010. у њему је живело 835 становника.

## Демографија
Према попису становништва из 2010. у граду је живело 835 становника, што је 2 (0,2%) становника више него 2000. године.
| Група             | 2000.       | 2010.       |
| Белци             | 820 (98,4%) | 780 (93,4%) |
| Афроамериканци    | 0 (0,0%)    | 3 (0,4%)    |
| Азијати           | 0 (0,0%)    | 0 (0,0%)    |
| Хиспаноамериканци | 7 (0,8%)    | 33 (4,0%)   |
| Укупно            | 833         | 835         |